# Kuwait en los Juegos Olímpicos de Moscú 1980
Kuwait estuvo representado en los Juegos Olímpicos de Moscú 1980 por un total de 56 deportistas masculinos que compitieron en 7 deportes.
El equipo olímpico kuwaití no obtuvo ninguna medalla en estos Juegos.